# Други англо-холандски поморски рат
Други англо-холандски поморски рат вођен је од 1665. до 1667. године између Енглеског краљевства и Низоземске републике. Рат је завршен победом Холанђана и миром у Бреди.

## Увод
Након смрти Оливера Кромвела у Енглеској је била укинута република а поново је била успостављена монархија. Холандска поморска трговина је у Првом англо-холандском поморском рату претрпела веома велике штете ~ трговачка морнарица је изгубила око 1600 бродова а рибарска флота од око 3000 бродова је била скоро комплетно уништена. Десет година после Првог англо-холандског поморског рата Холандија је средила финансије, повећала колонијални посед, развила и проширила поморску трговину у толикој мери да је чак пет пута надмашила Енглеску. Успеси Холандије у Другом шведско-данском рату (1658—1660) поново су подигли углед холандске флоте и политички престиж земље те је долазило до све јачег супротстављања интереса прекоморске трговине између Холандије и Енглеске. Видећи да мирнодопском конкуренцијом неће моћи обуздати Холандију, Енглеска се поново одлучила за рат. Холанђани су покушали да избегну рат посредством Француске, а кад то није успело јер су супротности биле превелике, у пролеће 1664. г. године опремили су нову флоту, тобоже за борбу против арабљанско-берберских и шпанских гусара.
Када је почетком 1664. године у Малаги адмирал де Ројтер сазнао да Енглези врше огромне припреме за нови рат и да ће лично Џејмс, војвода од Јорка преузети команду над флотом, рекао је: „Не бринем се због војводе од Јорка, јер је и он човек као и ми остали. Ко се плаши претњи, не треба да мисли на рат. Ми ћемо ћутати и чекати шта нам буде послао Бог.“
Убрзо су без објаве рата Енглези запосели холандске колоније на западној обали Африке и Нови Амстердам (Њујорк) у Северној Америци, а адмирал де Ројтер примио тајно наређене од парламента, да поново заузме холандске поседе Африканског друштва које су Енглези били заузели, а затим да крене на енглеске триторије у Западној Индији. Иако је енглеска флота у Кадизу била усидрена поред његове, де Ројтер је успео да изврши припреме за овај дуг и тежак поход веома неприметно, тако да Енглези нису уопште ништа нису слутили о његовим намерама. До средине исте године, адмирал де Ројтер повратио је већину поседа на западној обали Африке и запленио је много енглеских трговачких бродова. Још током овог холандског подухвата де Ројтер је био промовисан у вицеадмирала Холандије и западног Фризија.
Сазнавши за де Ројтеров поход, Енглези су запленили све холандске трговачке бродове у енглеским лукама и започели крстарички рат, на што су Холанђани опет одговорили запленом енглеских бродова у својим лукама. Због напада на холандски конвој у Гибралтару 29. децембра 1664. године Холандија је 24. јануара 1665. године ступила у рат са добро обученом флотом Енглеске.
Вест о почетку рата са Енглескаенглеском стигла је до вицеадмирала де Ројтера тек када је он са флотом већ био у Западној Индији. Иако је он после тога успео да Енглезим ананесе доста штете, морао је да усле доскуце у животним намирницама и баруту, одустане од намере да ослободи Нови Амстердам.

## Снаге
Холандска флота свесна опасности од новог рата са Енглеском добро се припремала за престојећи сукоб. Бројала је 97 линија бродова, 13 мањих ратних бродова, 11 брандера и 12 галија. Саграђен је већи број фрегата. Холандски линијски бродови били су мањи, са топовима мањег калибра. Укупно је холандска флота имала 1900 топова и око 21000 чланова посаде. Организацијки је била подељана на седам ескадра према броју провинција које су чиниле Низоземску заједницу.
Холандија је била прва земља која је увела солидно школовање поморских официра и прва је у историји ратних морнарица увела чинове вицеадмирала и контраадмирала. Њена бродоградња достигла је веома висок квалитет и стекла је велики углед у свету тако да су друге државе наручивале бродове у њеним бродоградилиштима. Упркос чињеници да је бродарство било темељ холандске привреде, холандска влада је одмах по избијању рата донела драматичну одлуку да се обустави свака пловидба, а трговачким бродовима је било забрањено напуштање домаћих лука. Тиме се ратна морнарица ослободила великог терета чувања конвоја и могла се потпуно употребити за борбу против Енглеска.
Енглеска флота је била током десет година мира битно ојачана и бројала је око 80 линија бродова и фрегата, 21 мањи ратни брод и 21 брандер. Међу линијским бродовима било је и тропалубних са 90 топова. Укупно је имала 4200 топова и око 22000 људи посада. Од почетка овог рата на челу енглеске флоте налазио се брат енглеског краља Чарлса II Стјуарта, војвода од Јорка Џејмс, касније краљ Џејмс II Стјуарт. Флота је била подељена у три ескадре, од којих је главна била под личном командом војводе од Јорка. И енглеска флота Флота је ступила у рат добро обучена захваљујући увођењу професионалног официрског кадра и инструкцијама из 1665. године о једрењу и борби у флотним саставима.
Обе флоте уврстиле су у свој састав и наоружане трговачке бродове. Своје припреме завршиле су тек у мају.

## Почетак рата
До прве велике битке дошло је 13. јуна 1665. године код Лоустофта где су Енглези потукли Холанђане. Те, После 1665. године није било више великих акција сукобљених флота сем што је де Ројтер продро до Шкотске и Норвешке, и чак да допрати од Бергена један богати транспорт, који су Енглези вребали. Касније је холандска флота блокирала ушће Темзе, мада Енглези нису ни одговорили на ово изазивање, јер се у Лондону појавила куга, која је страховито опустошила град па енглеска флота није испловљавала из лука. Холандија је тиме добила време припреми нове бродове, и да обучи посаду, као и да адмирал де Ројтер друге адмирале упозна са својим тактичким намерама.
Почетком 1666. године њој су се придружиле и Француска и Данска. Због својих посебних интереса, француска флота није се уопште ангажовала у рату, а Данска се ограничила само на затварање Балтичком мора. Адмирал де Ројтер је 10. јуна - скоро месец дана раније него што су Енглези мислили да је могуће - испловио са флотом да потражи Енглезе. Тако је 11. јуна дошло до четвородневне битке, једне од најчувенијих у историји поморског ратовања која се завршила потпуним поразом енглеске флоте.
Холандија је сматрала да је велика победа коју је извојевала у Четвородневној бици уклонила опасност по њену поморску трговину, те је дозволила својим трговачким бродовима да опет плове у конвојима. Један од таквих конвоја од око 150 трговачких бродова са мало заштите је 8. августа 1666. код острва Тексел пресрела мала енглеска на патролном задатку под командом адмирала Роберта Холмеса. Тешко натоварени и спори трговачки бродови били су лак плен брзих и добро наоружаних енглеских ратних бродова и практично цео холандски конвој је био уништен.
Да би онемогућио опремање и прикупљање нове енглеске флоте, Ројтер је вршио препаде на енглеске луке и сигришта. Са 7000 војника он је 13. јула освануо пред ушћем Темзе. У међувремену су Енглези оправили своје бродове и прикупили их у Темзи и Хериџу где су били заштићени. Дознавши да су Енглези посели јаким снагама сва места подесна за десант, де Ројтер је одустао од десанта, а Темзу је блокирао. Када су Енглези испловили из Темзе, дошло је до битке код Норт Форленда 4. августа. Битка се завршила поразом Холанђана.

## Крај рата
Велики пожар Лондона 2-5. септембра 1666. године, оскудица у новцу и поновно иницијалног разбуктавање куге натерали су енглеског краља на мировне преговоре који су започели средином октобра у Бради. У вези с тим ~ као последица потпуно погрешне поморске стратегије Чарлса II - а и да би лакше финансирао свој прилично расипнички двор, распремљен је највећи део енглеске флоте. Пре свега то се односило на скупе линијске бродове, док су крстарички и колонијални рат настављени иако је холандска флота имала превласт на океанима.
У пролеће 1667. године Холанђани су у највећој тајности опремили флоту од 24 линијска брода, 20 фрегата и 15 брандера под командом адмирала де Ројтера, де Вита, братом Јана де Вита и опуномоћеником парламента. Углавном су за ту акцију били изабрани бродови малог газа и веће брзине.
19. јуна 1667. године де Ројтер је на челу те флоте предузео једну изванредну акцију која је трајала неколико дана и која је извавала велику панику у Енглеској. Изненандним препадом на ушће Темзе холандска флота је извршла десант и 20. јуна заузела Ширнес (енгл. Sheerness) на ушћу реке Медвеј у Темзу. Ту су Холанђани уништили доста бродова у луци и спалили велика складишта резноврсне робе. де Ројтер се тиме није задовољио. Са флотом је упловио у реку Мидвеј, где су узводоно, у широком рукавцима, били усидрени бројни енглески ратни бродови.
Била је то заиста веома смела пустоловина да се уплови са релативно малим снагама у саме противничке базе, тим више што то сада није био изненандни препад, јер су све енглеске јединице већ биле обавештене. Поред тога, требало је проћи у непосредној близини енглеских обалних батерија које су штитиле доњи ток реке. Ту су се одигравали снажни двобоји бродских и обалних топова. Прецизним гађањем и јаком ватром холандска ескадра је успела да ућутка обалне батерије. Било је изгубљено доста времена, али је пут био отворен.
Холандски бродови су наставали пловидбу под пуни једрима даље узводно. Али убрзо су наишли на велику заштитну препреку коју су Енглези поставили код Апнора (енгл. Upnor) преко целе ширине тока реке Мидвеј. Холанђани су одмах почели брандерима и мањим бродовима да уништавају препреку. Искрцани су и војни одреди који су са копна помагали уклањању препреке. Био је дуготракан и мукотрпан посао. Након два дана Холанђани су успели да уклоне препреку и наставе пут узводно. Неколико часова касније наишла је холандска ескадра на сидриште енглеских ратних бродова.
Холанђанима је пошло за руком да униште девет велики линијских бродова, а многе друге су оштетили. Задовољан тако великим успехом адмирал де Ројтер је кренуо са својом ескадром низводоно, теглећи у Холандију заплењени линисјки брод „Ројал Чарлс“ (енгл. HMS Royal Charles), заставни брод адмирала Џорџа Монка. Пре него што су Енглези да било шта озбиљније предузму, де Ројтер је напустио енглеске реке 23. јуна 1667. без губитака, након пет дана харања.
У Лондону је тих дана владала велика паника. Обавештени о успешним акцијама холандске флота, становници су очекивали се да ће се сваког часа појавити непријатељски бродови. То би значило вероватно потпуно уништење Лондона чије су четири петине већ биле уништене у пожару претходне године. Но, срећом по Енглезе, холандска флота није допловила до Лондона задовољивши се тиме што је опет успела да прекине пловидбу енглеских бродова у Ламаншу и његовим лукама чиме је Енглеској нанела огромну штету. Највероватније нје да никада у својој историји Енглеска није била толико понижена.
Када се 6. јула де Ројтер поново појавио пред Темзом мировни преговори су убрзани. Десантни препад Холанђана на Хериџ 12. јула Енглези су успешно одбили. До краја рата Холанђани су оперисали у Темзи и на обалама Енглеске. Ни код њих рат није био популаран. Стога је дошло до мира у Бреди 21. јула 1667. године. Упркос великих успеха у последњој години рата, Холандија није постигла веће олакшице Навигацијског акта; добила је енглеску колонију Суринам, али је изгубила Нову Низоземску и поново морала признати поздрав енглеској застави.